# Enzo Paci
 (mai 2023).
Si vous disposez d'ouvrages ou d'articles de référence ou si vous connaissez des sites web de qualité traitant du thème abordé ici, merci de compléter l'article en donnant les références utiles à sa vérifiabilité et en les liant à la section « Notes et références ».
Enzo Paci (né le 18 septembre 1911 à Monterado et mort le 21 juillet 1976 à Milan) est un philosophe italien, qui est l'un des représentants de l'Existentialisme en Italie, avant de se tourner vers la phénoménologie.

## Biographie
Il fait ses études de philosophie à l'université de Milan, où il a notamment pour professeur Antonio Banfi, puis commence à enseigner à l'Université de Pavie, avant de revenir à l'université de Milan où il fait le restant de sa carrière. En 1951, il fonde la revue Aut-Aut, qu'il dirige lui-même jusqu'en 1974. Ses contributions à cette revue témoignent de ses divers intérêts littéraires et culturels. À partir de 1955, Paci est membre du conseil consultatif scientifique de l'édition de la Deutsche Enzyklopädie publiée par l'éditeur allemand Rowohlt. En 1971, au moment de l'affaire Luigi Calabresi, il est l'un des signataires de l'appel paru dans l'hebdomadaire L'Espresso, signé par de nombreux intellectuels et hommes politiques italiens.
Ses œuvres complètes sont en cours de publication par Bompiani depuis 1988.

## Œuvres

### Monographies
- Il significato del Parmenide nella filosofia di Platone (1938)
- Pensiero, esistenza e valore (1940)
- Tempo e relazione (1954)
- Dall'essenzialismo al relazionismo (1957)
- Funzione delle scienze e significato dell'uomo (1963)
- Idee per una enciclopedia fenomenologia (1973)

### Traductions françaises
- Journal phénoménologique, trad. Arnaud Clément, Meaux, Éditions Conférence, 2021[1],[2].